# Aviadvigatel
UEC-Aviadvigatel JSC (tiếng Nga: АО "ОДК-Авиадвигатель", Aeroengine) là một công ty của Nga chuyên về phát triển và chế tạo động cơ hàng không, đặc biệt là động cơ phản lực cho các máy bay thương mại. Nhà máy động cơ Perm đã sản xuất động cơ cho các loại máy bay Ilyushin Il-76MF, Ilyushin Il-96, Tupolev Tu-204, và Tupolev Tu-214. Công ty cũng đã thiết kế và chế tạo các đơn vị tuốc bin khí hiệu suất cao cho các nhà máy điện và cho các nhà máy cung cấp khí đốt. Aviadvigatel có tiền thân là viện thiết kế thực nghiệm số 19 (OKB-19), chuyên sản xuất động cơ máy bay.

## Lịch sử

### Hình thành và khoảng thời gian Shvetsov làm giám đốc

Gia đình động cơ Shvetsov

Aviadvigatel có tiền thân là nhà máy thiết kế và chế tạo động cơ số 19, đặt tại Perm, nước Nga Xô Viết, thành lập vào ngày 1/6/1934. Nhà máy đã sản xuất động cơ hướng kính Shvetsov M-25 dựa trên Wright Cyclone. Arkadiy Shvetsov được bổ nhiệm làm thiết kế trưởng của nhà máy, vào thời điểm đó còn có tên Perm Design/Engine School. Chính phủ Liên Xô sau đó đã đặt tên cho viện thiết kế của nhà máy là OKB-19, hay Viện thiết kế Shvetsov.
Loại động cơ đầu tiên được chế tạo bởi OKB-19 là động cơ Wright R-1820-F3 sản xuất theo giấy phép, và được định danh là Shvetsov M-25. Các động cơ piston khác do Shvetsov thiết kế bao gồm M-11, M-71 ASh-2, ASh-21, ASh-62, ASh-73, và ASh-82. Chỉ trong vòng 4 năm, OKB-19 đã trở thành Viện thiết kế hàng đầu của Liên Xô trong thiết kế chế tạo động cơ piston hướng kính. Trong khi các phòng thiết kế của Aleksandr Mikulin và Vladimir Klimov chuyên thiết kế và chế tạo động cơ thẳng hàng.
Trong Chiến tranh thế giới 2, Nhà máy đã sản xuất hơn 32.000 động cơ máy bay dùng cho Lavochkin La-5, Sukhoi Su-2 và Tupolev Tu-2s. Những năm 1950, Nhà máy đã chuyển từ sản xuất động cơ piston sang động cơ phản lực. Nhà máy đã giữ vững vị trí là một trong những nhà thiết kế chế tạo động cơ hàng đầu, và trở thành đối tác và là nhà cung cấp động cơ chính cho các máy bay sản xuất bởi Tupolev, Ilyushin, Mikoyan, Mil, và Myasishchev.

### Thời kỳ Soloviev làm giám đốc
Sau khi Shvetsov qua đời vào năm 1953, vị trí giám đốc viện thiết kế được đảm nhiệm bởi Pavel Alexandrovich Soloviev, và tên viện thiết kế được đổi thành Viện thiết kế Soloviev. Dưới sự lãnh đạo của Soloviev, công ty đã sản xuất động cơ D-15 cho máy bay ném bom Myasishchev M-50 vào năm 1957. Ngoài ra công ty còn sản xuất nhiều mẫu động cơ nổi tiếng khác bao gồm động cơ tuốc bin trục D-25 sử dụng trên máy bay trực thăng Mil Mi-6 , D-20 và động cơ tuốc bin phản lực cánh quạt D-30.

### Hậu Xô Viết
Kể từ năm 1989 và đến tháng 6 năm 2001, sau khi tạm ngừng hoạt động vào năm 1995-1997, xí nghiệp do Yuri Evgenievich Reshetnikov làm giám đốc.
Công ty Động cơ Perm được thành lập vào năm 1997 với tư cách là công ty con của Công ty Perm Motors, kế thừa cơ sở sản xuất tuabin khí và bề dày truyền thống của công ty chế tạo động cơ lớn nhất miền Tây Ural. Vào tháng 6 năm 2001 Alexander A. Inozemtsev, nhà thiết kế chính, trở thành tổng giám đốc của OJSC Aviadvigatel. Bắt đầu từ tháng 10 năm 2006, ông là giám đốc điều hành và thiết kế chính.
Vào tháng 10 năm 2003, "Công ty Quản lý Tập đoàn Perm Motors" được thành lập để: 1) điều phối các mối quan hệ công ty và quản lý các công ty thuộc Tập đoàn Perm Motors, 2) giải quyết các vấn đề tiếp thị chiến lược và 3) thực hiện kế hoạch đầu tư.
OJSC "Aviadvigatel" OJSC đã sáp nhập vào Công ty động cơ Perm, Perm Motors Group.

## Sản phẩm

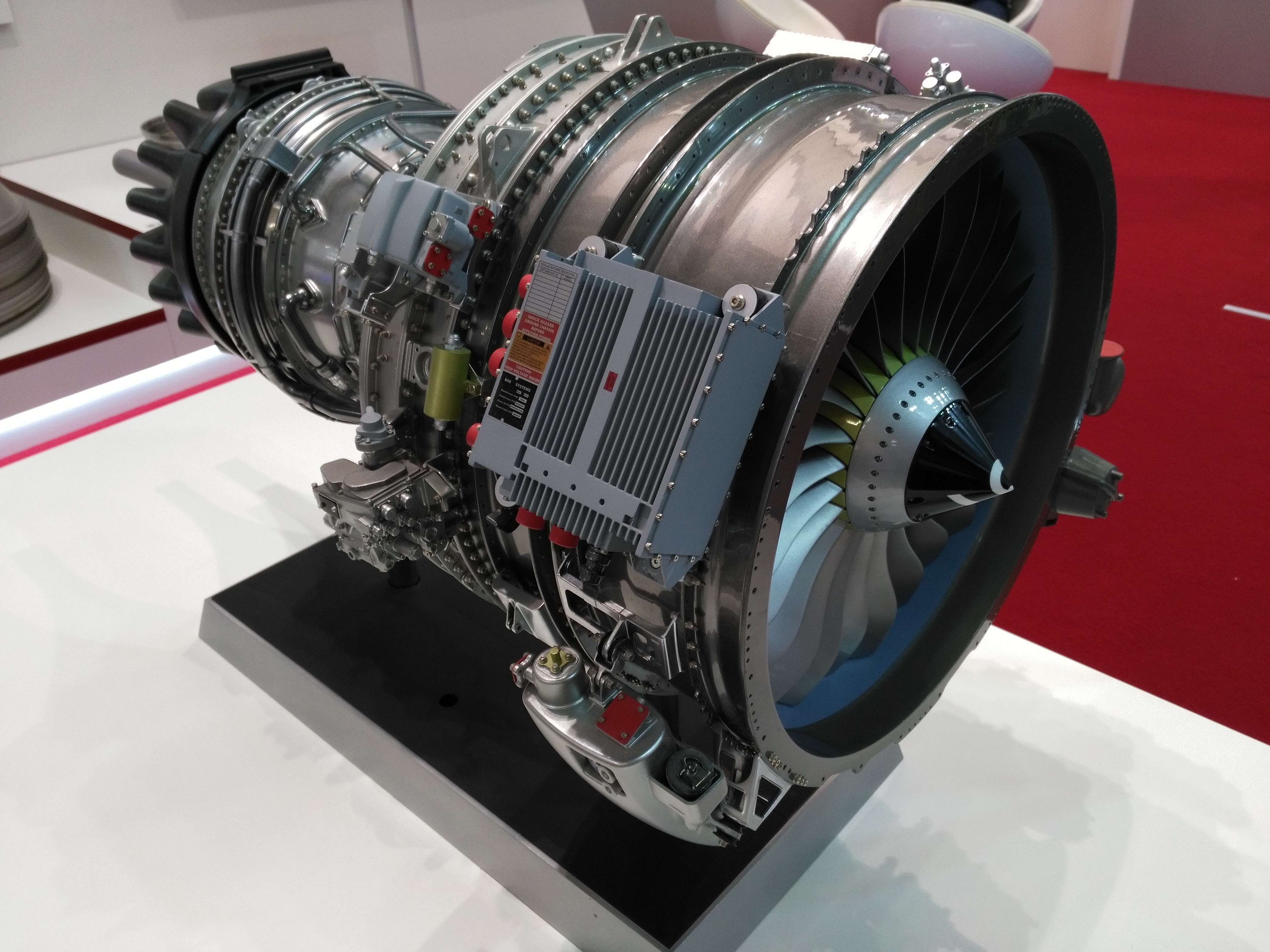
Mô hình động cơ tuốc bin phản lực cánh quạt của Aviadvigatel

### Các động cơ đang sản xuất
- Aviadvigatel PD-12 sử dụng trên máy bay Mi-26, thay thế động cơ Lotarev D-136 của Ukraina.
- Aviadvigatel PS-12
- Aviadvigatel PS-30
- Aviadvigatel PD-14 sử dụng trên Irkut MC-21
- PD-18R
- PD-12V sử dụng trên Mi-26
- Aviadvigatel PD-30
- R-195 sử dụng trên máy bay Su-25
- Aviadvigatel PS-90 sử dụng trên các dòng máy bay Ilyushin Il-76, Ilyushin Il-96, Beriev A-50, và Tupolev Tu-204/214
- Động cơ tuốc bin khí GP-2 (PS-90-GP-2)
- GPA-5,5 (Taurus 60)
- GTE-25P (PS-90GP-25)
- GTU-16P
- GTU-12P dựa trên động cơ D-30
- GTU-8 (6-8,5 MW) và GTU-16 (12,4-16,5 MW)
- GTU-30P 30 34 MW [6] GTE30 thiết kế dựa trên D-30F6 và PS-90
- GTA-14 14 MW
- GTU-32P (up to 34 40 MW) thiết kế dựa trên D-30F6 và MS5002E[7]
- GTE180 GTE160 GT100 GTE65

Đang phát triển
- PD-24 (lực đẩy khoảng ± 240 kN)
- PD-28 (lực đẩy khoảng ± 280 kN)
- PD-35 (lực đẩy tới 300/328 kN tối đa 350) dùng cho máy bay vận tải An-124
- GTUs 30 và 40 MW

### Động cơ của Shvetsov
- Shvetsov ASh-2
- Shvetsov ASh-21
- Shvetsov ASh-62/M-62
- Shvetsov ASh-73
- Shvetsov ASh-82/M-82
- Shvetsov ASh-83
- Shvetsov ASh-84
- Shvetsov M-11
- Shvetsov M-22
- Shvetsov M-25
- Shvetsov M-63
- Shvetsov M-64
- Shvetsov M-70
- Shvetsov M-71
- Shvetsov M-72
- Shvetsov M-80
- Shvestov M-81

### Động cơ Soloviev
- Soloviev D-20 cho máy bay Tupolev Tu-124
- Soloviev D-25 cho máy bay Mil Mi-6, Mil Mi-10
- Soloviev D-30 cho máy bay Tupolev Tu-134A-3, A-5, and B, Mikoyan-Gurevich MiG-31, Ilyushin Il-62, dòng máy bay Ilyushin Il-76, Beriev A-40, và Tupolev Tu-154

## Link ngoài
- Aviadvigatel company website (English)